# Herleville
Herleville – miejscowość i gmina we Francji, w regionie Hauts-de-France, w departamencie Somma.
Według danych na rok 2011 gminę zamieszkiwało 166 osób, a gęstość zaludnienia wynosiła 27 osób/km² (wśród 2293 gmin Pikardii Herleville plasuje się na 884. miejscu pod względem liczby ludności, natomiast pod względem powierzchni na miejscu 788.).